# Cimetière de la Cité de Carcassonne
Le cimetière de la Cité de Carcassonne est l'un des cimetières communaux de la ville de Carcassonne situé dans le département de l'Aude.

## Histoire et description
Créé en 1776, il remplaça celui de la paroisse Saint-Sernin, situé à l'emplacement de l'actuelle place Marcou. Il s'étend au sud de la place du Prado. Sa situation au pied des remparts en fait un lieu de sépulture recherché,. En 2020, neuf cippes furent installés dans la partie récente du cimetière.

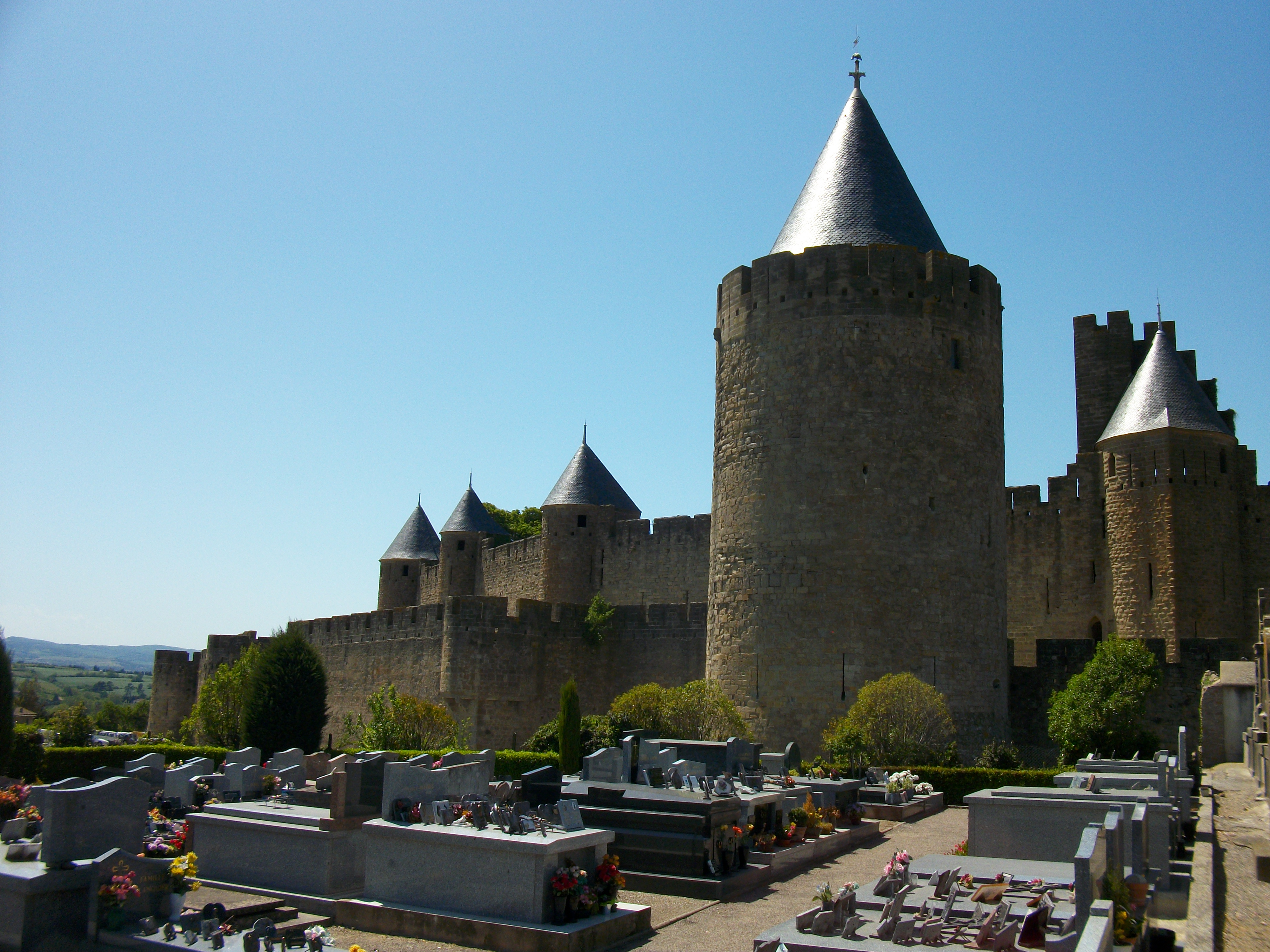
Vue partielle des remparts de la Cité depuis le cimetière.

## Personnalités inhumées
- Armand Bazin de Bezons (1701-1778), évêque de Carcassonne, à l'origine de la création de ce cimetière[5];
- Guillaume Besaucèle (1712-1801), évêque constitutionnel de 1791 à 1801;
- Joseph Poux (1873-1938), archiviste et historien de la Cité;
- Georges Brugier (1884-1962), sénateur du Gard, il fut l'un des 80 parlementaires qui refusa le vote des pleins pouvoirs constituants à Philippe Pétain. Il repose avec son fils, Michel Brugier (1921-1967), avocat et résistant;
- Christian Baile (1955-2011), joueur, international de rugby à XIII[6].

Anciens maires de Carcassonne:
- Raymond Chésa (1937-2005), député européen, maire de 1983 à 2005[7].

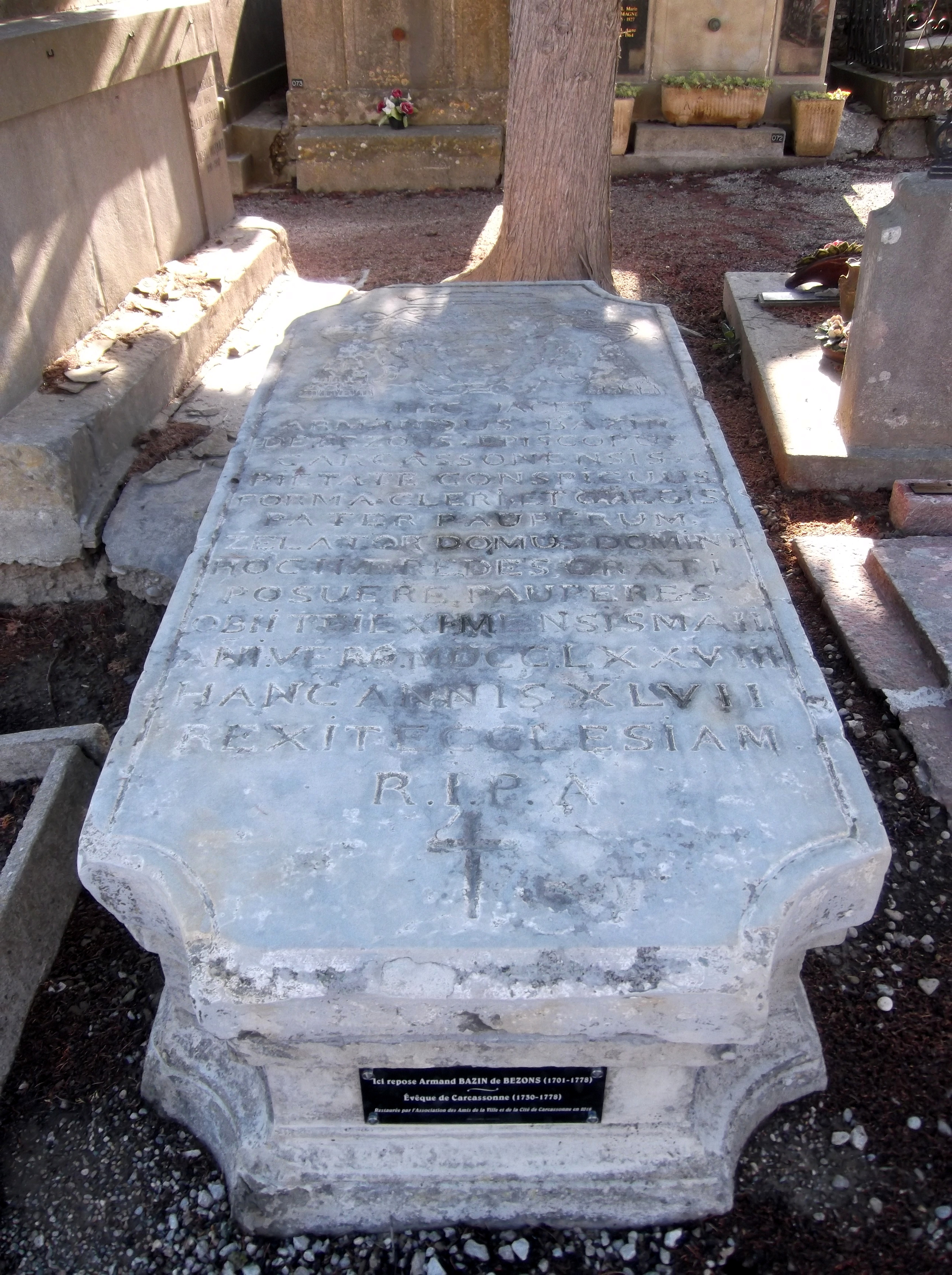
La tombe de l'évêque Armand Bazin de Bezons.
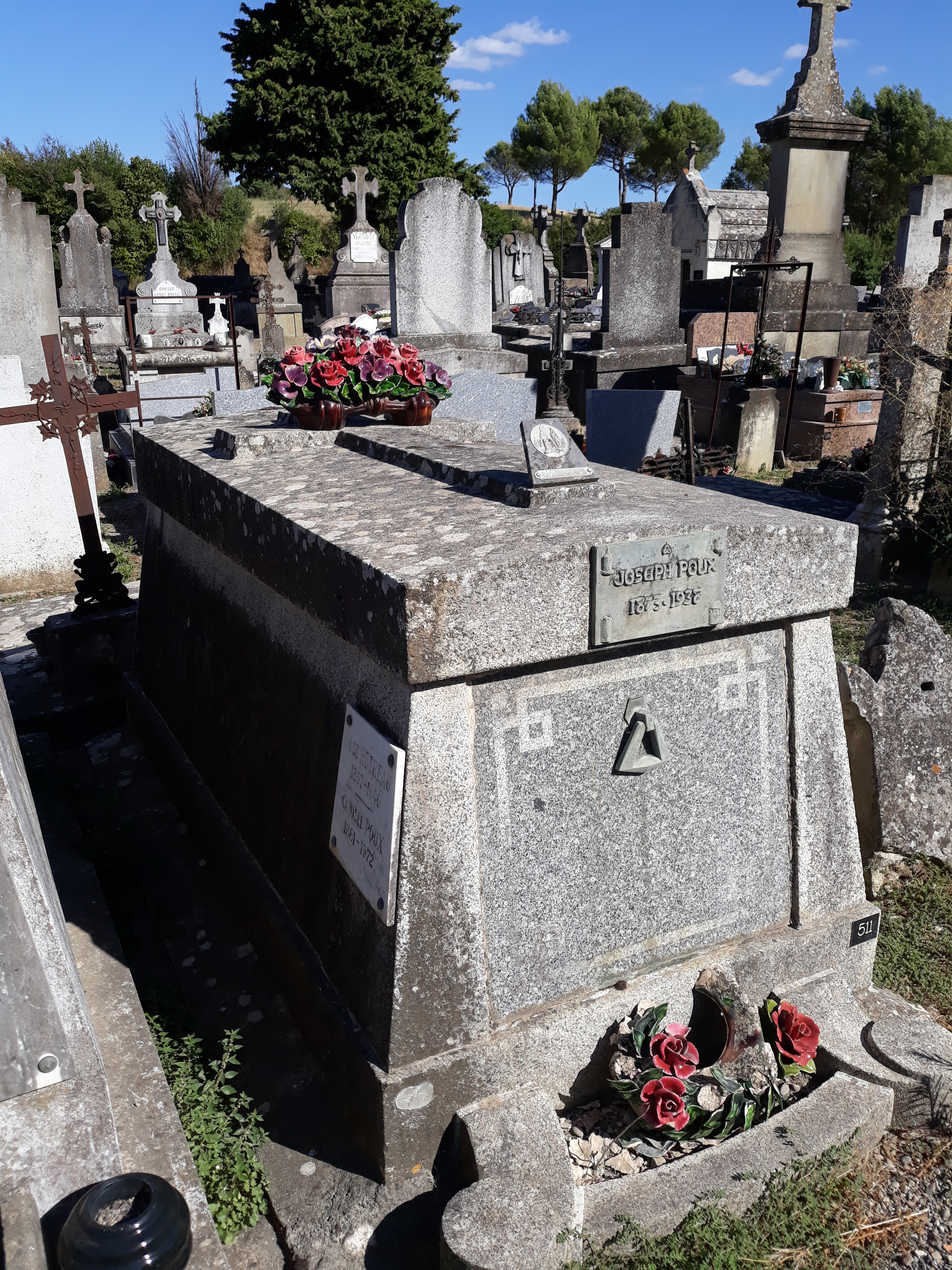
La tombe de l'archiviste et historien, Joseph Poux.
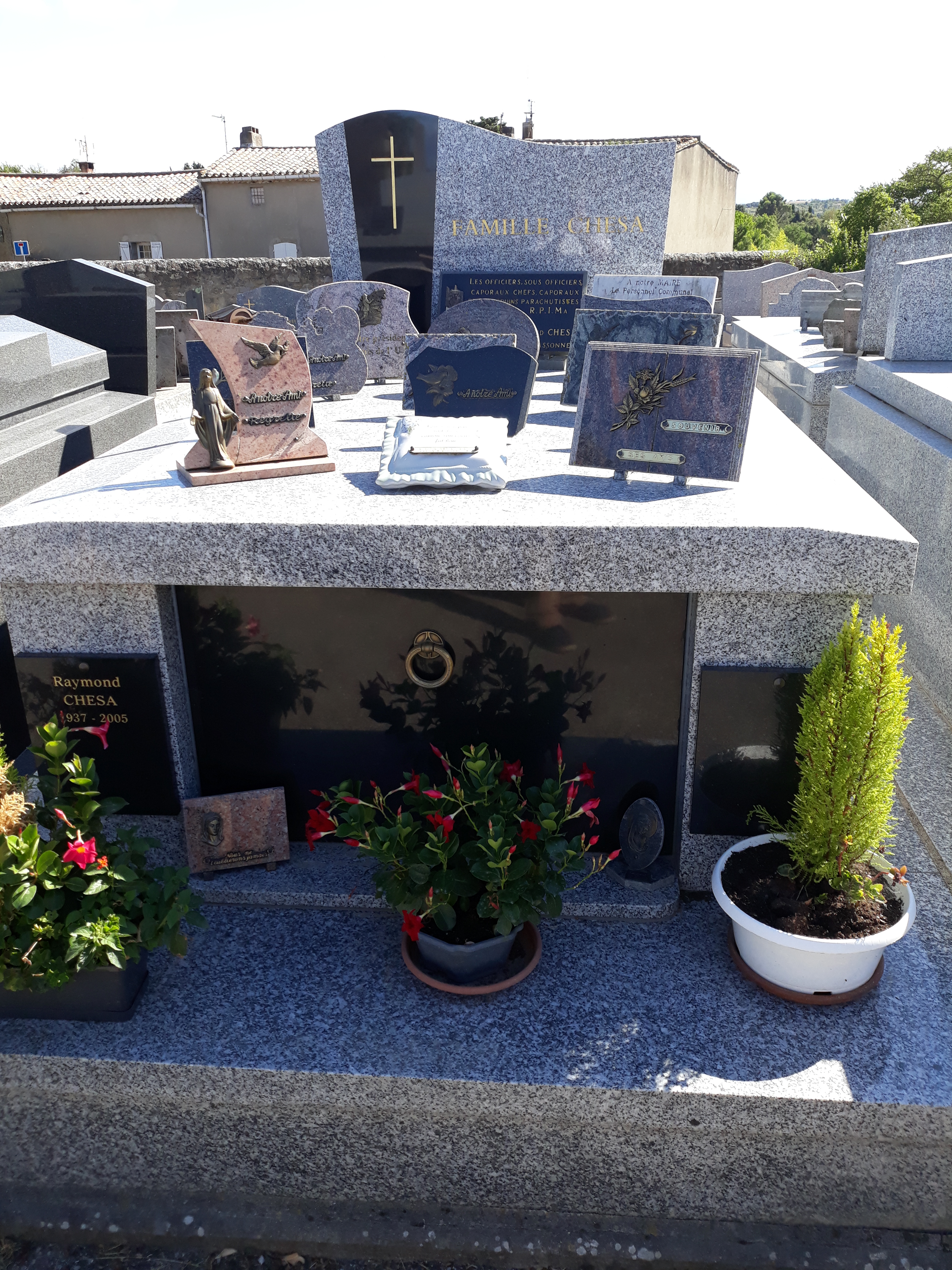
La tombe du maire Raymond Chésa.

## Apparition au cinéma
- Labyrinthe de Christopher Smith en 2011[8].